# Mogens Haugaard Nielsen
Mogens Haugaard Nielsen (født 9. maj 1958) er en dansk landmand og politiker, som var borgmester i Stevns Kommune, valgt for Venstre, men blev Løsgænger i 2017.